# Oleg Skripotsjka
Oleg Ivanovitsj Skripotsjka (Russisch: Олег Иванович Скрипочка) (Nevinnomyssk, 24 december 1969) is een Russisch ruimtevaarder.
Zijn eerste ruimtevlucht was Sojoez TMA-01M naar het Internationaal ruimtestation ISS en vond plaats op 7 oktober 2010. Later volgde nog een missie naar het ruimtestation ISS. In totaal maakte hij drie ruimtewandelingen.
In 2011 ontving hij de titel Held van de Russische Federatie en de eretitel Piloot-Kosmonaut van de Russische Federatie voor zijn werk als kosmonaut.
Skripotsjka begon in oktober 2019 aan zijn derde ruimtevlucht voor ISS-Expeditie 61 en ISS-Expeditie 62.